# 5087 Emelʹyanov
5087 Emelʹyanov (1978 RM2) là một tiểu hành tinh vành đai chính được phát hiện ngày 12 tháng 9 năm 1978 bởi Chernykh, N. S. ở Nauchnyj.